# Садуакасов, Нуралы Мустафинович
Нуралы Мустафинович Садуакасов (каз. Нұралы Мұстафаұлы Сәдуақасов; род. 28 ноября 1964, Шолактерек, Кустанайская область) — аким Костанайской области с 20 января 2012 года по 11 сентября 2015 года.

## Биография
Нуралы Садуакасов родился 28 ноября 1964 года в селе Шолактерек Семиозёрного района. В 1981 году поступил в Московскую сельскохозяйственную академию имени Тимирязева, которую окончил в июле 1986.
С августа 1986 по декабрь 1988 работал агрономом (затем старшим агрономом) совхоза имени Чернышевского Семиозерного района. В декабре 1988 стал работать вторым, позже первым секретарём Семиозерного райкома ЛКСМ. С января 1991 по февраль 1992 — второй секретарь Кустанайского обкома ЛКСМ. В феврале 1992 года назначен заведующим организационно-инспекторским отделом аппарата главы Кустанайской областной администрации. С октября 1995 по февраль 1997 — руководитель аппарата акима Кустанайской области.
В период с февраля 1997 по сентябрь 1998 работал первым заместителем акима Костанайского района, с сентября 1998 по март 2000 — акимом Аулиекольского района. В марте 2000 года назначен акимом Костанайского района.
С апреля 2004 года Садуакасов занимал должность акима города Костанай, после чего в июне 2006 стал заместителем акима Костанайской области. 20 января 2012 назначен на должность акима Костанайской области. 11 сентября 2015 года покинул пост главы области по собственному желанию в связи с «Большим акиматовским делом», связанным с уголовными делами в отношении его подчиненных и коллег.